# Franz Hader
Franz Hader (* 31. Oktober 1890 in Bamberg; † 9. April 1965 in Hof an der Saale) war ein deutscher Politiker der SPD.
Hader war Sozialreferent der Hofer Stadtverwaltung.
Bei der "Wiedergründungsversammlung" der Hofer SPD am 5. Januar 1946 wurde Hader zu ihrem ersten Vorsitzenden gewählt, er blieb zwei Jahre in diesem Amt. Ebenfalls 1946 gehörte er der Verfassunggebenden Landesversammlung in Bayern an. Bis 1960 war er Stellvertreter des Oberbürgermeisters Hans Högn.